# کای نیسونن
کای نیسونن (فنلاندی: Kai Nyyssönen؛ زادهٔ ۱۰ ژوئن ۱۹۷۲) بازیکن سابق و مربی اهل فنلاند است.
از باشگاه‌هایی که در آن بازی کرده‌است می‌توان به باشگاه فوتبال کوپیون پالوسئورا، باشگاه فوتبال هاکا، باشگاه فوتبال کوردوبا، و باشگاه فوتبال مادرول اشاره کرد.
وی همچنین در تیم ملی فوتبال فنلاند بازی کرده‌است.